# David J. Griffiths
David Jeffrey Griffiths (n. 5 decembrie 1942, Virginia, SUA) este un fizician american, cunoscut îndeosebi pentru activitatea sa de pedagog și prin manualele universitare scrise pentru ciclul de licență și masterat (undergraduate education).

## Biografie
Griffiths a studiat fizica la Universitatea Harvard, obținând titlurile de Bachelor of Arts (B.A.) în 1964, Master of Arts (M.A.) în 1966 și Doctor of Philosophy (Ph.D.) în 1970. Teza de doctorat, intitulată Covariant approach to massless field theory in the radiation gauge, a fost elaborată sub conducerea lui Sidney Coleman. Începând din anul 1978 până la emeritarea sa în 2009 a fost întâi profesor asistent, apoi profesor, la Reed College din Portland, Oregon. Pentru activitatea sa de pedagog a fost distins în 1997 cu Medalia Robert A. Millikan, care se acordă ca recunoaștere „celor care au adus contribuții notabile și intelectual creative la învățământul fizicii”. În 2009 a fost numit membru (fellow) al American Physical Society, „pentru ridicarea nivelului superior al învățământului de fizică prin scrierea de manuale preeminente și prin contribuțiile sale la American Journal of Physics în multe roluri editoriale și ca autor”.

## Cărți
Metoda utilizată de Griffiths în predarea cursurilor de fizică pentru studenți undergraduates s-a concretizat în câteva manuale universitare care, în ultimele lor ediții, sunt considerate repere de calitate.
- Introduction to Electrodynamics, 4th ed., Cambridge University Press, 2017, ISBN: 9781108420419
- Introduction to Quantum Mechanics, 3rd ed., (with Darrell Schroeter), Cambridge University Press, 2018, ISBN: 9781316995433
- Introduction to Elementary Particles, 2nd ed., Wiley-VCH, 2008, ISBN: 9783527406012
- Revolutions in Twentieth-Century Physics, Cambridge University Press, 2013, ISBN: 9781107602175